# 久葛利·岱拉巴耶夫
久葛利·岱拉巴耶夫（羅馬化：Jiguli Dairabaev，哈薩克語發音：[ʒɨɡulɪj dɑjɾəbɑjəf]，1954年10月29日—），全名久葛利·莫尔达卡利库列·岱拉巴耶夫，哈萨克斯坦政治家，1990年至1995年间曾任哈萨克斯坦最高委员会代表，现任哈萨克斯坦农民协会董事会主席，曾被阿吾勒人民民主爱国党（阿吾勒党）推举为2022年哈薩克總統選舉候选人。

## 生平
1954年10月29日，久葛利·岱拉巴耶夫出生于苏联哈萨克苏维埃社会主义共和国的江布爾州。1972年至1974年间，他曾在苏联陆军中服役。1974年到 1977年，岱拉巴耶夫在江布尔州卢戈沃耶县“共产主义之路”（Путь к коммунизму）公社担任牧羊人和司机助手。1977年至1980年，岱拉巴耶夫担任该公社的工会主席。1980年后，曾担任卡缅斯克农村执行委员会主席。1985年至1987年，曾担任卢戈沃耶县阿尔加巴斯国营养羊场的党委书记。
1987年至1995年，岱拉巴耶夫担任卢戈沃耶县江布尔协会的董事会主席。期间的1990年，岱拉巴耶夫当选为第12届哈萨克斯坦最高委员会（即原最高苏维埃）代表，任期5年。1995年至1997年，担任“科拉加特”（Корагаты）国营农场主任。1997年至2001年，岱拉巴耶夫担任图拉尔·雷斯库洛夫县（1999年前称卢戈沃耶县）统计部门的负责人。2001年，出任楚河县“别利克斯基”（Берликский）收粮公司负责人。2009年，任“MOLBAL”有限公司总经理。2015年至2019年，任哈萨克斯坦农民联盟江布尔地区分会主席。2019年，出任哈萨克斯坦农民联盟主席。自2022年6月起，担任哈萨克斯坦农民协会董事会主席、哈萨克斯坦共和国全国企业家协会主席团“阿塔梅肯”农工联合体委员会主席。并自2022年6月14日起，成为总统领导下的国民制宪会议成员。
2022年9月30日，阿吾勒人民民主爱国党临时政治委员会在该党第20届非例行代表大会上推荐久葛利·岱拉巴耶夫代表该党参加定于2020年11月举行的非例行总统选举，成为总统候选人。最终在2022年11月20日的总统大选中，获得71,641张选票，得票率仅占3.42%，不敌时任总统托卡耶夫的81.31%而落败，败选后曾发表讲话对托卡耶夫表示祝贺。
2023年3月28日，当选为第八届下议院议员。